# Komorniki (gemeente Komorniki)
Komorniki is een dorp in het Poolse woiwodschap Groot-Polen, in het district Poznański. De plaats maakt deel uit van de gemeente Komorniki en telt 2500 inwoners.